# Бад-Гойзерн
Бад-Гойзерн (нем. Bad Goisern) — коммуна в Австрии, в федеральной земле Верхняя Австрия.
Входит в состав округа Гмунден. Население составляет 7578 человек (на 31 декабря 2005 года). Занимает площадь 113 км². Официальный код — 40702.

## Политическая ситуация
Бургомистр коммуны — Петер Эльмер (СДПА) по результатам выборов 2003 года.
Совет представителей коммуны состоит из 37 мест.
- СДПА занимает 24 места.
- АНП занимает 8 мест.
- АПС занимает 5 мест.

## Известные жители и уроженцы
- Вильфред — австрийский певец